# Can Vila (Mollet del Vallès)
Can Vila és un monument protegit com a bé cultural d'interès local a Gallecs (Mollet del Vallès, Vallès Oriental).

## Descripció
L'estructura de l'edifici, formada per un cos principal rectangular, està feta per murs de càrrega de paredat comú. La coberta, a dues vessants i carener perpendicular a la façana principal, està construïda amb bigues i cabirons de fusta i teula àrab a l'exterior. Destaca el magnífic portal adovellat de mig punt i tres finestres a cada planta.

## Història
És un edifici originari del segle xvi. Conserva d'aquesta època dues finestres amb brancals, ampit i llinda de pedra amb un escut. L'ús original és de masia, habitatge amb dependències pel treball del camp. Aquest ús es manté actualment però amb menor activitat, ja que es tracta d'una propietat pública com és l'espai de Gallecs. L'estat de conservació és acceptable pel que fa als elements verticals, els horitzontals presenten majors deficiències.
És un edifici amb un clar valor tipològic i de gran qualitat constructiva, podria usar-se com equipament social.
El Pla Especial de Protecció del Patrimoni Arquitectònic de Mollet del Vallès, aprovat provisionalment el 1984 la incorporava com un element a protegir.